# 迪士尼願望號

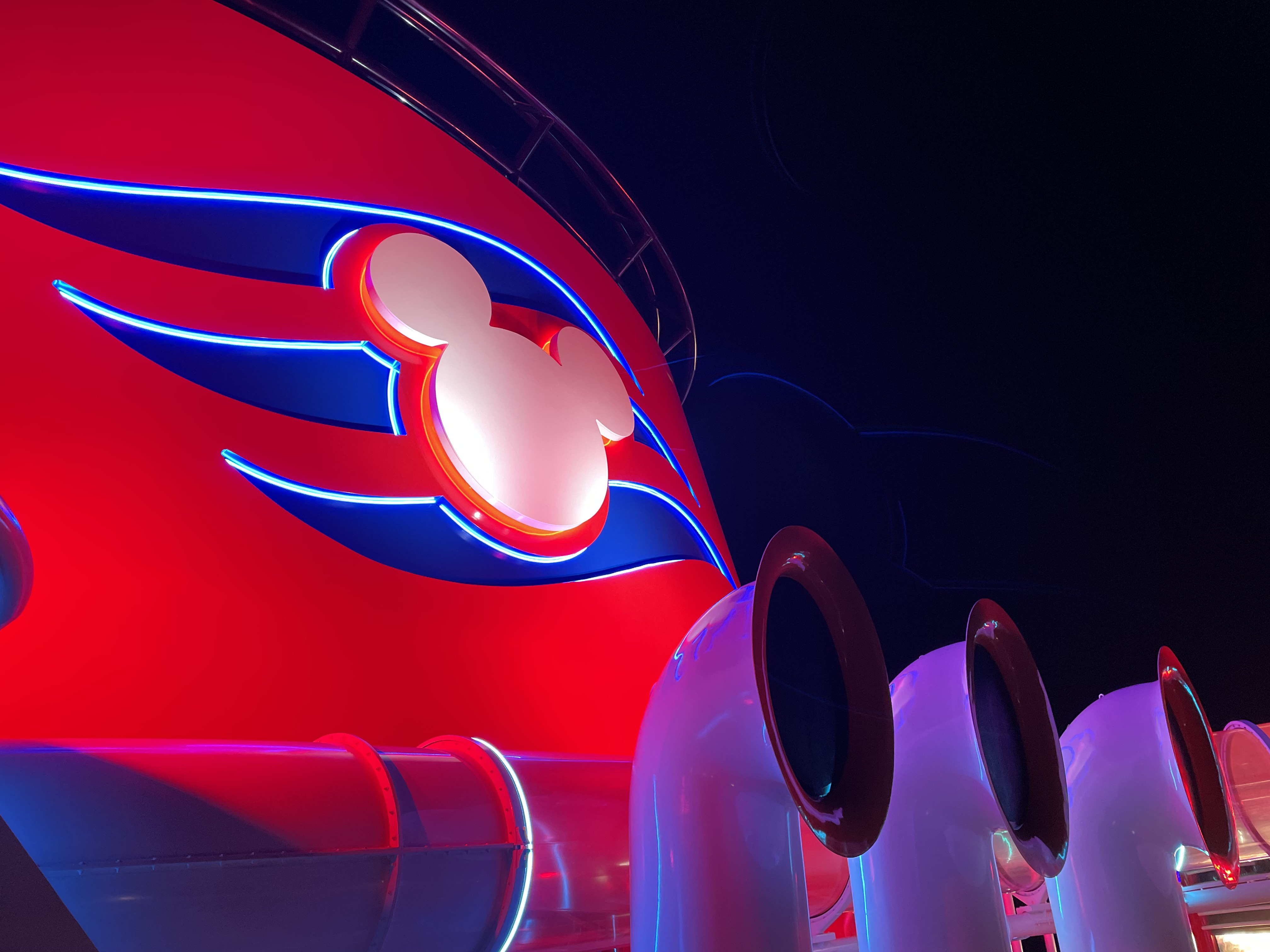
願望號的後煙囪

迪士尼願望號係華特迪士尼公司旗下迪士尼郵輪擁有並經營的第五艘遊輪，為其船隊中最大的船隻，也是該公司首艘Triton級遊輪。願望號於2022年6月開始服務，其姊妹船將於2024和2025年啟用。迪士尼郵輪船隊中的其他四艘分別為迪士尼魔法號、迪士尼奇妙號、迪士尼夢想號和迪士尼幻想號。

## 歷史

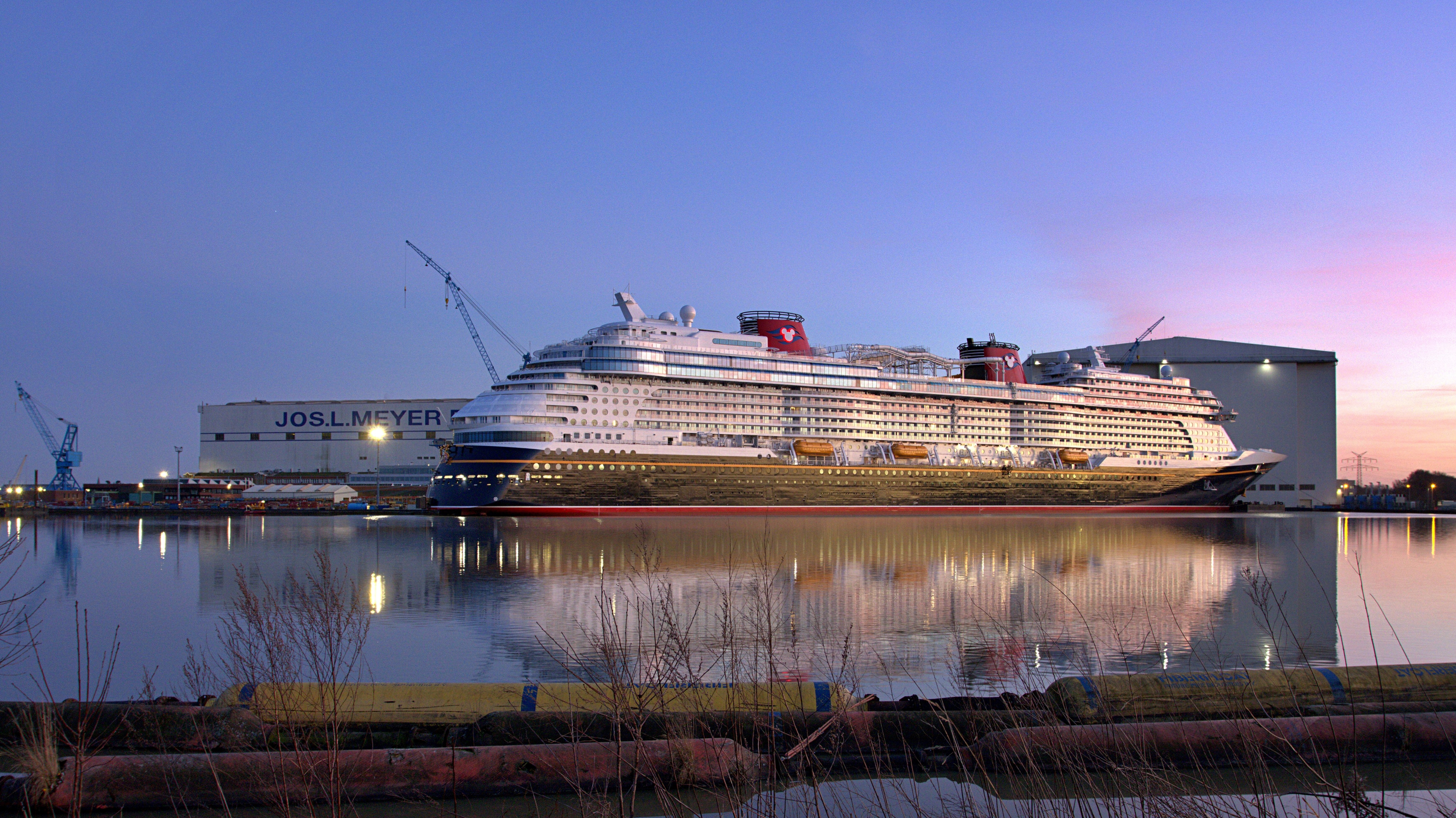
迪士尼願望號於德國邁爾造船廠（攝於2022年2月）

2016年3月，迪士尼郵輪公司宣布已委託造船廠建造兩艘新船，並宣稱將比夢想號和幻想號更大，但客房數量維持不變。2017年7月15日，迪士尼於D23博覽會中宣布同等級別的第三艘新郵輪。2018年3月，該公司發布新一代郵輪的首張效果圖，14,000噸的郵輪以液化天然氣為動力，可容納至少2,500名乘客。2019年1月，美國卡納維爾港公布的文件中確認新郵輪艦級為Triton級。

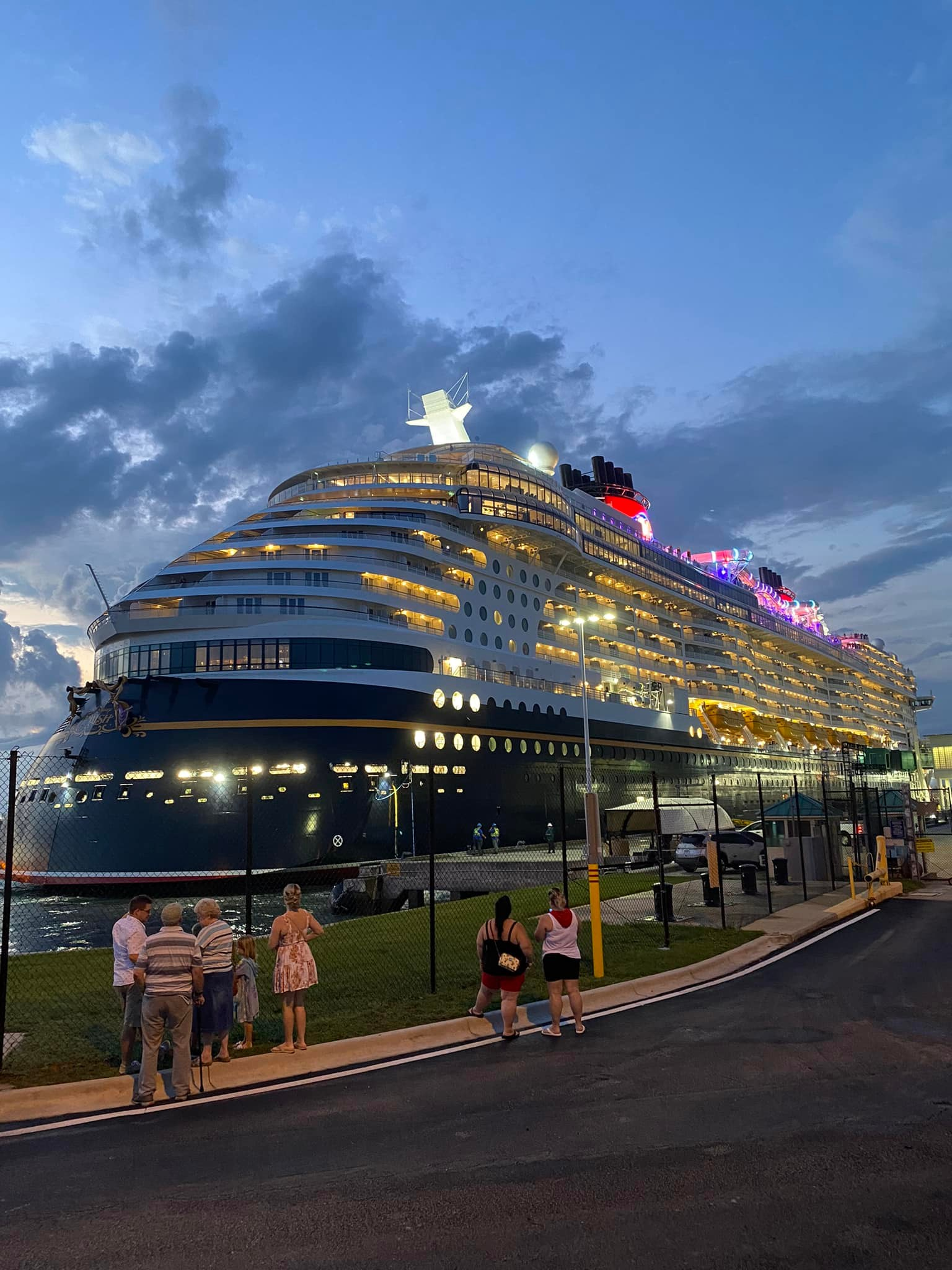
抵達卡納維爾港的願望號（攝於2022年6月20日）

2019年8月25日，迪士尼船隊的第五艘郵輪於D23博覽會上正式命名為「迪士尼願望號」（Disney Wish），並於2020年3月由德國邁爾造船廠開始建造。後續由於2019冠狀病毒病疫情影響，郵輪的交付日期有所調整。迪士尼同時在D23博覽會宣布樂佩公主將成為船尾的主題角色，並公布郵輪的設計模型。
2021年4月8日，迪士尼於安放龍骨的儀式上宣布船長米妮為郵輪的核心角色。同月29日，迪士尼郵輪首次展示新建的願望號，其並預計於2022年中啟航。迪士尼願望號設有1,250間客艙、若干間餐廳和沉浸式空間，以及以華特迪士尼影業、漫威電影宇宙、星際大戰系列、皮克斯動畫等角色為主題的體驗設施。
2022年2月3日，因造船廠作業延誤，迪士尼宣布願望號的首航日期自原訂的6月9日推遲至7月14日。同月11日，迪士尼願望號於帕彭堡完工下水。2022年5月，迪士尼宣布願望號預計於6月20日停靠卡納維爾港，並隨後於同月29日向新聞媒體和旅遊人士現場直播洗禮儀式和之後的航行活動。

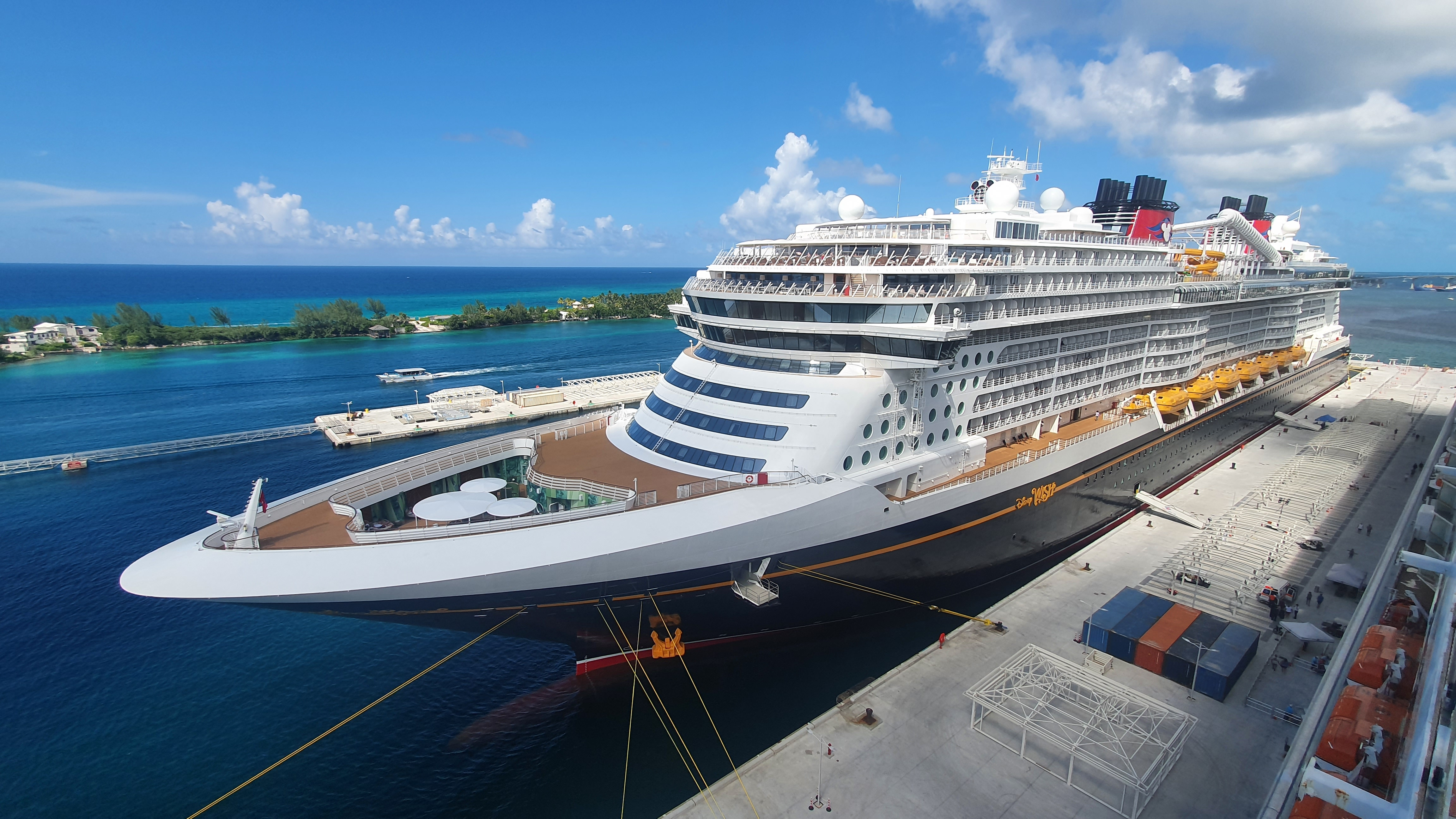
停靠於拿索的願望號（攝於2022年8月20日）

2022年6月9日，迪士尼願望號正式交付迪士尼郵輪公司。造船廠表示，船隻在跨越大西洋抵達卡納維爾港之前，曾繞行至葡萄牙和漂流島。同月20日，願望號航抵卡納維爾港，並受到米奇和米妮的歡迎。該船於次日的首次試航航由於尚未準備完畢而被取消，同月24日的第二次試航也被喊停，以集中人力準備洗禮儀式。2022年6月24日，所有「過去、現在和未來」的喜願兒童宣布成為願望號的教子（Godchildren）。同月29日，願望號由三位「喜願大使」正式洗禮，並開始為期三晚的洗禮巡航，前往漂流島。
2022年7月14日，迪士尼願望號正式啟用，並以巴哈馬籍郵輪的身分開始為期五日的處女航，前往拿索和漂流島。
2022年12月24日，國家地理發布電視紀錄片《打造迪士尼願望號》（Making the Disney Wish: Disney's Newest Cruise Ship），記錄迪士尼願望號的設計和製造過程。該片由查德·寇恩（Chad Cohen）執導、編劇和製作，拍攝工作自願望號動工後不久開始，直至2022年7月首航。紀錄片於2023年2月17在串流平台Disney+上線。

## 設計
迪士尼願望號總噸位達144,000 GT，長度為1,119英尺（341），寬度為128英尺（39）。船隻可容納1,555名船員和4,000名乘客，並設有1,254間客艙。
願望號使用該船的號角播放迪士尼電影和樂園的歌曲，包括仙履奇緣電影主題曲《夢是你內心的願望》、美女與野獸的《Be Our Guest》、神鬼奇航的《Yo Ho (A Pirate's Life for Me)》、木偶奇遇記的《When You Wish Upon a Star》和《Hi-Diddle-Dee-Dee》、魔法滿屋的《我們不提布魯諾》、冰雪奇緣的《想不想要做個雪人？》、小小世界設施音樂和星際大戰系列的主標題音樂等。
願望號融入新奧爾良（New Orleans）主題的設計，顯現於The Bayou餐廳的天花板。

## 外部連結
- 官方网站